# Solanum montanum
Solanum montanum är en potatisväxtart som beskrevs av Carl von Linné. Solanum montanum ingår i släktet skattor som ingår i familjen potatisväxter. Inga underarter finns listade i Catalogue of Life.